# Шварценберг, Иоганн фон
Барон Иоганн Шварценберг (нем. Johann von Schwarzenberg; 25 декабря 1463 — 21 октября 1528) — управляющий двором архиепископа Бамберга, работавший над кодификацией права Священной Римской империи. Представитель рода Шварценбергов.

## Юношество
Свои юные годы Шварценберг провел в рыцарских занятиях, не требовавших стремления к развитию умственных сил и к приобретению ученых познаний.
Шварценберг не учился даже по латыни. Писатели классической древности — почти единственно образовательное средство того времени — оставались совершенно ему чужды в юности. Только позднее, когда в нём начинает возникать жажда знаний, он самостоятельно знакомится с трудами писателей-классиков. Но и это происходит совершенно особенным способом. Его ученые друзья переводили ему классиков; предметом для перевода служили преимущественно сочинения Цицерона. Шварценберг переводил потом эти переводы, сделанные на отвратительном немецком языке, на живую немецкую речь.
Предполагают, что он обязан подобному упражнению тем совершенством в немецком письме которым отличаются его законодательные работы. Как гофмейстер епископа бамбергского он имел возможность заниматься судебною и административною частями и знакомиться с ходом дел Имперского сейма

## Деятельность
Шварценберг принимал участие в германских и итальянских походах императора Максимилиана. В 1501 году сделался ландгофмейстером (то есть министром) бамбергского епископа.
В 1507 году составил знаменитое Бамбергское уложение, основанное, главным образом, на германском обычном праве. Этот труд обнимает собою уголовное право и уголовное судопроизводство. Он предназначается служить, для шеффенов и судей-нелегистов, руководством к отправлению уголовного правосудия.
Шварценберг не думал создать совершенно новое, идущее наперекор истории, уголовное право. Напротив он старался соединить все элементы существующего правового быта в одно стройное целое, соответствующее духу времени. Право иноземное и родное, писанное и неписаное, — все было принято им в расчет. Все было составлено и обработано согласно общей потребности.
Уже в 1516 году Уложение вводится, с немногими изменениями, во Франкских землях маркграфов Георга и Казимира под названием Бранденбургского Уголовного Уложения (Brandenburgische peinliche Gerichtsordnung, Brandenburgica) и объявляется после многочисленных переделок, в 1532 году, как общий Имперский устав, под заглавием: «Всепресветлейшего, державнейшего, непобедимого Императора Карла V и священной Римской Империи Уголовное Уложение» (Constitutio Criminalis Carolina).
Уложение отличалось от предыдущих вариантов кодексов систематичностью изложения и полнотой законодательных определений. Оно приобрело огромную известность и легло, с незначительными изменениями, в основу уголовного уложения императора Карла V, почему Бамбергское уложение и называют «mater Carolinae». Текст Уложения, напечатанный в 1507 году в Бамберге, издан в 1842 году Н. Цепфелем вместе с текстом Carolina.
С 1524 году Шварценберг стал ландгофмейстером графов Казимира и Георга Бранденбургских.
Шварценберг был деятельным сторонником реформации, распространению которой содействовал своими сочинениями, направленными против папства. Им было написано несколько дидактическо-сатирических сочинений, в которых он обличал пороки своего времени. Собрание его философских и этических произведений появилось в 1535 году в Аугсбурге под заглавием: «Der teutsch Cicero».